# والدن
والدن، که اولین بار با نام والدن؛ یا زندگی در جنگل (به انگلیسی: Walden; or, Life in the Woods) منتشر شد، نام کتابی است که هنری دیوید ثورو در سال ۱۸۵۴ میلادی منتشر کرد.
ثورو به مدت دو سال و دو ماه و دو روز در کلبه‌ای چوبی در کنار دریاچهٔ والدن در کنکورد، ماساچوست زندگی کرد. او این کلبه را به دست خود در زمین‌های دوستش، رالف والدو امرسون، ساخت. ثورو در کتابش از این دو سال می‌گوید و اینکه چگونه با الهام‌گیری از طبیعت به تعمق در اجتماع و روابط میان انسان‌ها پرداخته است. رسیدن به زندگی ساده و خودکفایی از دیگر اهداف ثورو در انجام این آزمایش بوده است. این تجربهٔ ثورو از فلسفهٔ تعالی‌گرایی سرچشمه گرفته که از موضوعات بنیادین دوران رمانتیسم آمریکایی بوده است. همان‌طور که ثورو در کتابش بیان کرده، این کلبه در سه‌مایلی شهر زادگاهش قرار داشته است.

## نگارخانه

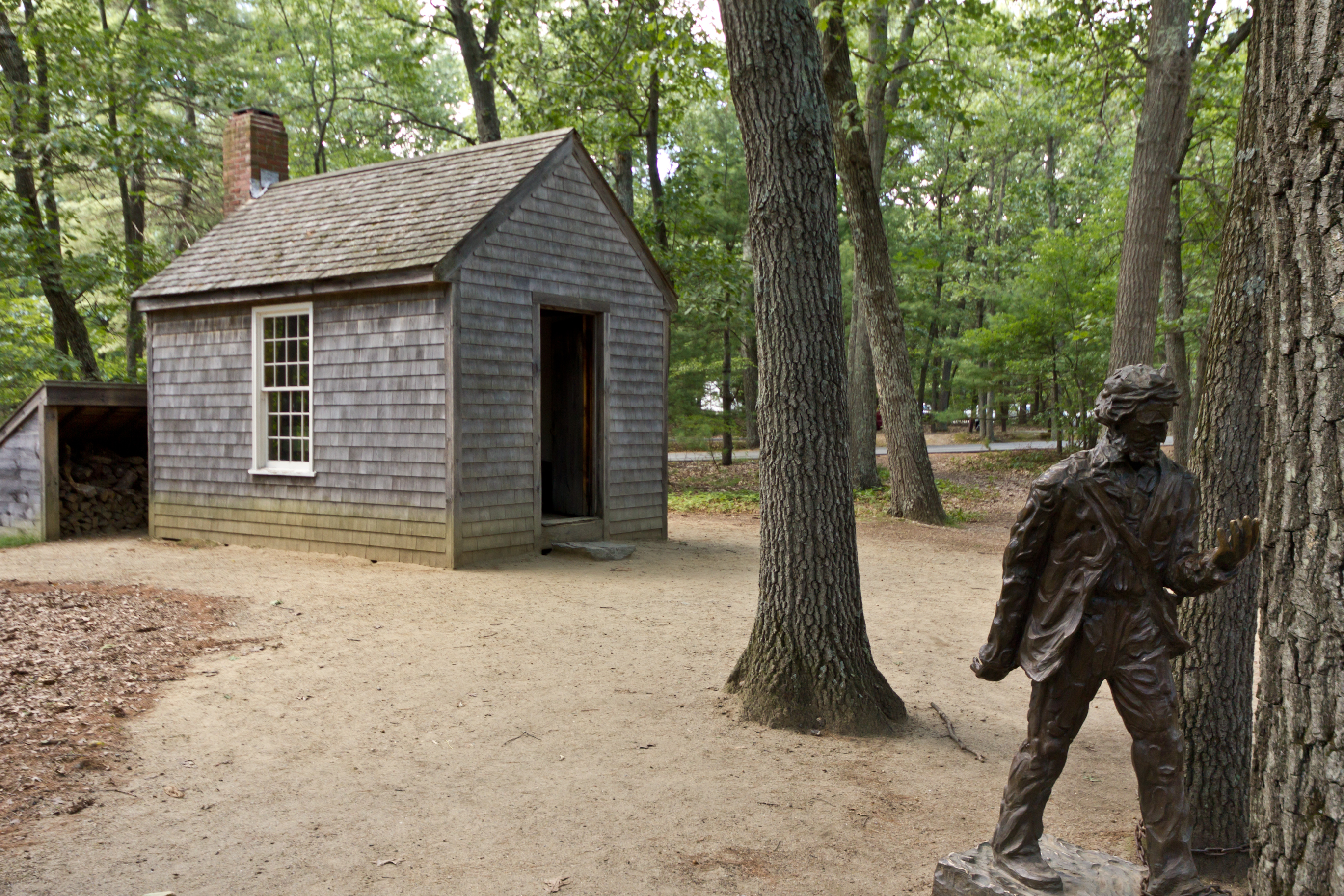
بنای یادبودی که از روی کلبهٔ ثورو تقلید شده و در نزدیکی محل قدیمی کلبهٔ او در کنار دریاچهٔ والدن قرار دارد.
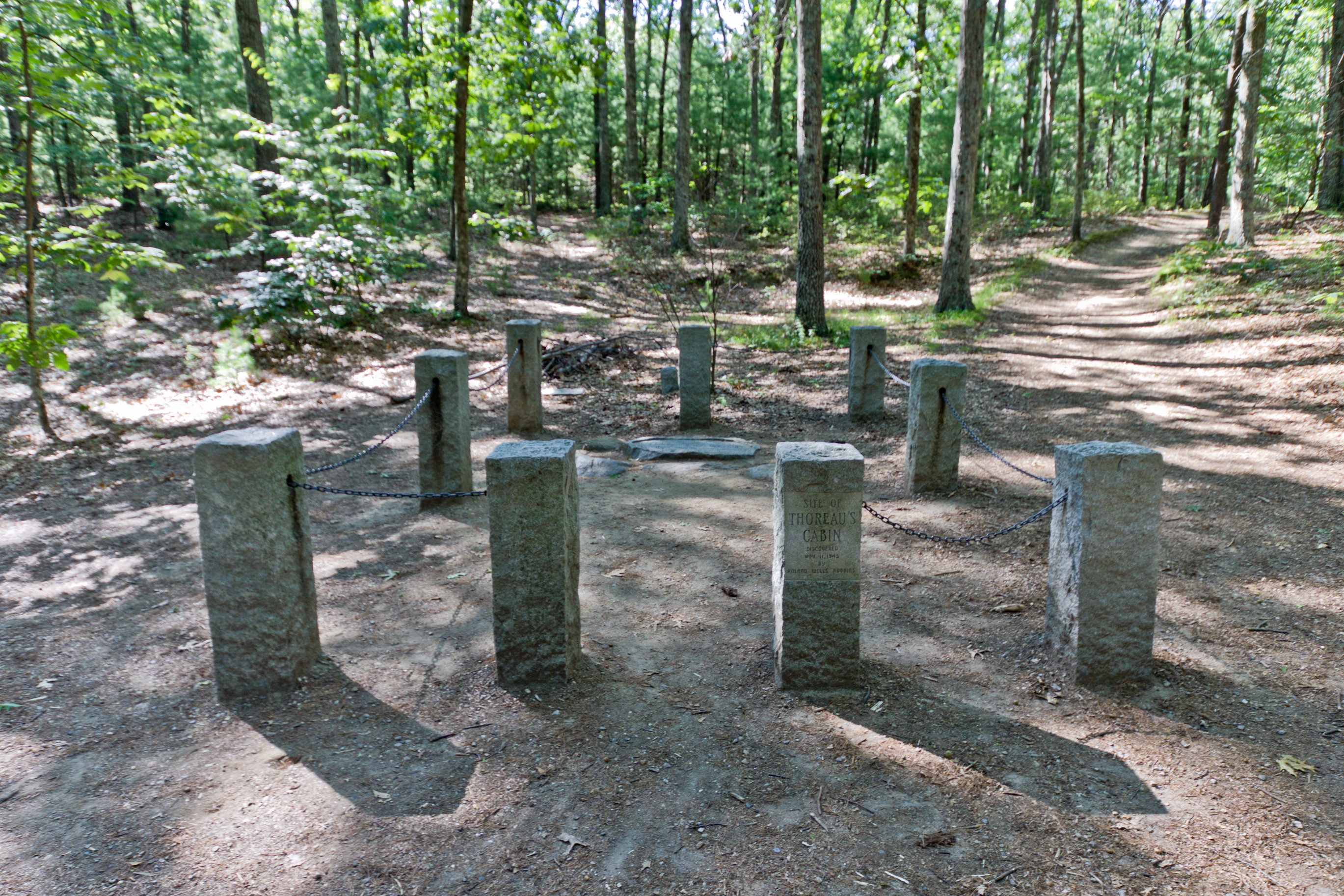
مکان اصلی کلبهٔ ثورو در سال ۲۰۱۰
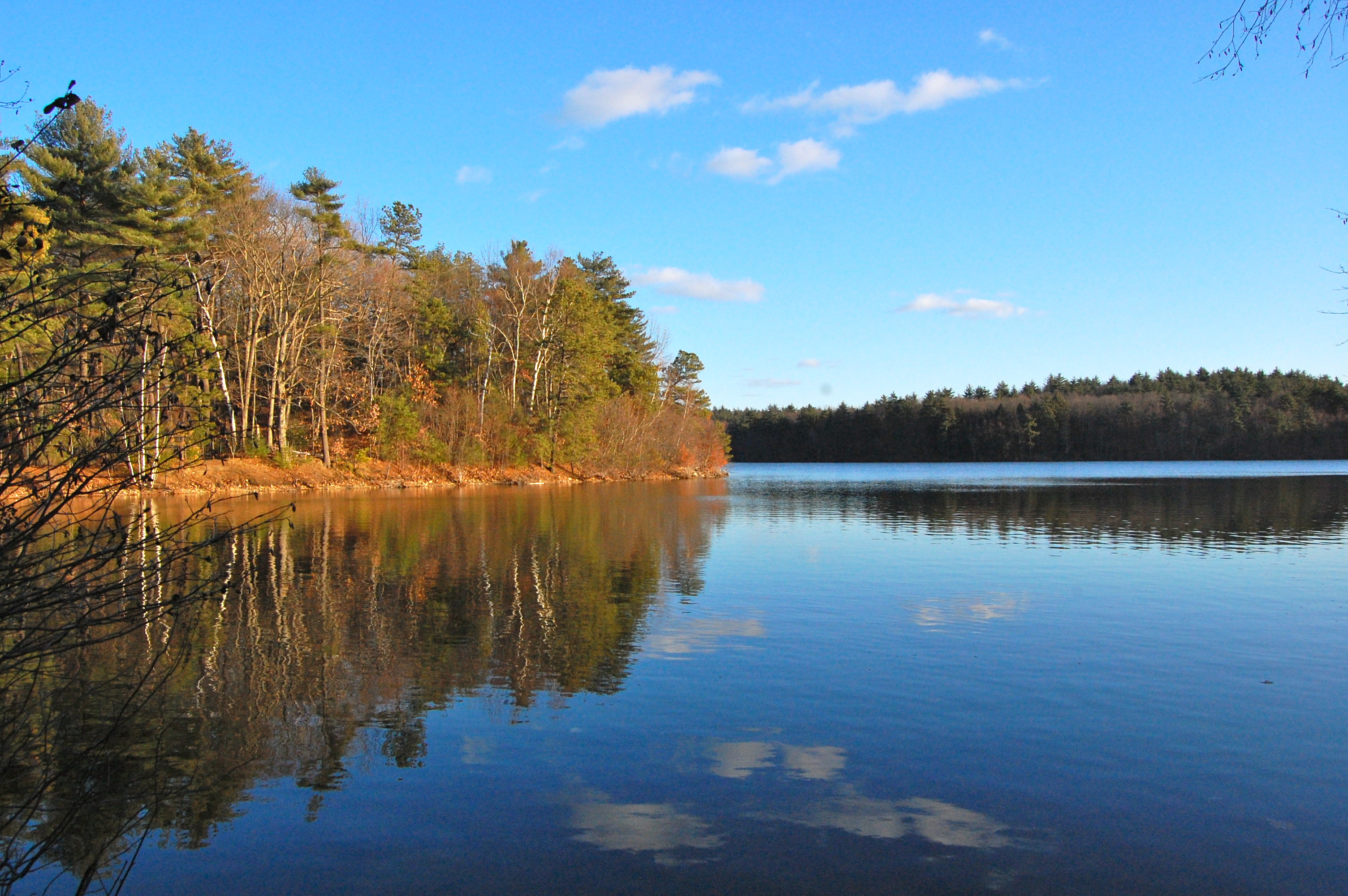
دریاچهٔ والدن که ثرورو در کتاب بسیار از آن نام برده است.